# 劉殷
劉 殷（りゅう いん、? - 312年）は、中国五胡十六国時代の漢（後の前趙）の官吏。字は長盛。新興郡（現在の山西省忻州市）の人。後漢の光禄大夫劉陵の玄孫であり、周（姫姓）の頃王の子である姫季子（劉の康公）の末裔といわれている。『晋書』及び『十六国春秋』に伝がある。

## 生涯
7歳の時に父を亡くしたが、その際の悲しむ様は礼制の範疇を過ぎており、彼は3年もの間喪に服し、その間に歯を見せて笑う事はなかったという。
20歳の頃には経書・史書の類に広く精通し、それらの資料に残されている人々の発言を収集・整理しては考証を行っていた。また書物や詩・賦で彼が読まないものはなかったという。
やがて郡からは主簿として、州からは従事としてそれぞれ招聘されたが、家中を扶養する者がいないことを理由にいずれも断った。その後も斉王司馬攸からは掾として、征南将軍羊祜からは参軍事として招聘されたが、これも病を理由に断った。
太熙元年（290年）4月、司馬炎（武帝）が崩御し司馬衷（恵帝）が即位すると、太傅楊駿は贈り物を用意して劉殷を招いたが、彼は年老いた母の世話を理由に固辞した。楊駿はその志を称賛し、上表して劉殷が母親への孝道を遂げさせることが出来るよう勅令を下した。また地方政府に命じて彼の家へ衣食を与えてやり、また労役と租税を免除して絹200匹と穀物500斛を下賜した。
永康2年（301年）1月、趙王司馬倫が恵帝より帝位を簒奪すると、司馬倫の側近孫秀は劉殷の名望を以前より尊重しており、彼を招集して散騎常侍に任じようとした。だが、劉殷はこれを拒絶すると、雁門へ逃走した。
同年6月、司馬倫が討伐されて恵帝が復位し、斉王司馬冏が執政するようになると、劉殷は大司馬軍諮祭酒に任じられた。彼はこの申し出を受け入れて入朝するも、その後間もなく郷里である新興郡の太守に任じられた。彼は赴任すると、刑罰を行うときはしっかりと明察を行い、善行を積む者へは手厚く称した。こうして大いに治績を挙げ、周囲から称賛された。
その後、劉淵の反乱（永嘉の乱）によって新興が漢軍の勢力下に入ると、劉殷は劉淵の子である劉聡よりその才能を高く評価され、抜擢を受けて侍中に任じられた。
元熙 2年（305年）、晋の并州刺史劉琨が晋陽に拠って劉淵と対峙するようになると、劉殷は「殿下（劉淵）が挙兵してから1年が経過しましたが、その成果は辺境の地をいくつか占拠しただけであり、いまだ威望は震っていません。もし殿下が将兵を四方に派遣させたならば、機を見て劉琨と大胆に決戦を行い彼を討ち、河東を平定した後に皇帝位に即位し、南に大軍で進出し長安を落として我らの都とし、さらに再び関中の兵を動員して洛陽を席巻することも全て容易に可能となるでしょう。これは漢の高祖が大業を興し、強大な楚（項羽）を滅ぼしたのと同じ手法です」と進言した。劉淵は深く喜び「あなたの言葉は私の考えと合致する」と答え、その意見に従った。その後、左光禄大夫に任じられた。
光興元年（310年）7月、劉淵が重病で床に伏せるようになると、劉殷は左僕射に任じられ後事を託された。
同年8月、子の劉聡が即位すると劉殷は大いに重用され、同年10月には大司徒に昇り、後には録尚書事・太保を歴任して大昌公に封じられ、さらには「剣履上殿（剣と靴を身に着けたまま殿に登ることを許される）」「入朝不趨（入朝時に小走りにならなくとも咎められない）」「乗輿入殿（輿に乗ったまま入殿することを認められる）」という、3つの特権を与えられた。
嘉平2年（312年）1月、劉殷の娘2人（劉英・劉娥）は劉聡により宮中に迎えられ、左右の貴嬪となって昭儀より上位に置かれた。また、孫娘4人も貴人となり、貴嬪に次ぐ位となった。これ以降、劉聡の六劉（劉殷の6人の娘孫）への寵愛は後宮を傾ける程となり、劉聡はほとんど公務への対応を行わなくなり、事案があった際は全て中黄門が奏決するようになった。
同年4月、中軍大将軍王彰は、些細な事で官吏の処断を行い、また遊猟に耽るなど横暴が目立っていた劉聡の振る舞いを固く諫めた。これに大怒した劉聡は彼を処刑しようとしたが、劉殷は諸公卿列侯100人余りと共に劉聡の下へ赴くと、冠を外して涙を流しながら「光文帝（劉淵）は、聖なる武をもってよって期を見定めて大業を興しました。だが、天下はいまだ定まらず、陛下はその徳によって事業を受け継ぎ、東に洛陽を、南に長安を平定しました。その功績は周の成王に匹敵し、徳は夏の啓王を超越しております。さながら唐・虞（堯と舜）を見ているようです。しかし近年は、僅かな誤りで王公を処刑し、直言をしたことで大将を獄に繋ぎました。また、遊猟にも節度がなく、朝政を顧みようとなさりません。臣らにはその意味を理解することができず、心を痛めて寝食を忘れるほどであります」と固く諫めた。これを受けて、ようやく劉聡は怒りを収めて「あの発言は酔っての事であり、本心ではない。卿らの諫言がなければ、朕は過失に気がつかなかっただろうな」と謝罪し、劉殷を始め全員に帛100匹を下賜し、王彰は釈放された。。
同年6月、劉殷はこの世を去った。文献公と諡された。

## 人物・評価
慣例に囚われる事を良しとせず、世を正す志を常々抱いていたという。その性質は質素ではあるが卑しい事はせず、清廉ではあるが孤高を気取らず、他者へ対し恭順であるように見えるが容易に踏み込ませはしなかった。郷里の者や親族で、彼を称賛しない者はいなかったという。
劉殷が相（大臣）になると、皇帝に対して直接的に諫言をすることは滅多になかったが、事の状況に応じて適切な進言を行ったため、国家の発展を大いに促した。劉聡が群臣と政事について議論する際、劉殷はいつも劉聡の意見には真っ向から反対せず、群臣が退出した後するのを一人待ってから、理を尽くして劉聡を諭し、事が適切であるかを改めて討議した。そのため劉聡は彼を信用し、毎度その進言に耳を傾けたという。劉殷は子や孫へ向けても「君主に仕える者というのは、遠回しに忠言を為すべきである。凡人が相手でも正面から非難してはならないし、ましてや相手が万乗（主君）であるならなおさらである。犯顏の禍とは、主君の過失を言い立てるような行為を指すのだ。かつて召公がよく討議・協議を重ねた道理をよく思い、かつて鮑勛が龍顔（天子の顔）を犯して誅罰を受けたことをよく考えるのだ」と常々言いきかせていたという。
彼は公卿らとも慎み深く付き合ったが、決して自分の顔色を表に出すことはなかった。また、品行の悪い士人とは付き合わず、彼の門下に決して入れなかった。その一方、不当な仕打ちを受けた事で役所へ冤罪を訴えるも、処理が滞っており対応が為されなかった為、劉殷へ救済を求めた者も数多く、数百人を数えたという。
資治通鑑においては『公卿との応対においても、常に謙虚に振る舞い慎重に行動したため、驕暴なる国家（劉聡時代の漢）を処する事が出来、富貴と名声を守って天寿を全うすることが出来たのだ』と評されている。

## 逸話
- 劉殷が斉王司馬攸・征南将軍羊祜からの申し出を断った時、同郷の大豪族であった張宣子は、劉殷にこれらの招聘を受けるよう勧めていたが、劉殷は「今、二公（司馬攸・羊祜）が晋の柱であり、私は彼らのように垂木となることを望んでいる。だから、この機会を頼らずして栄達はないことなど、とうにわかっている。だが今、わが家には曾祖母の王氏が健在であり、もし今仕官を受ければ臣の礼を尽くさねばならず、曾祖母の面倒を見ることが叶わなくなる。かつて子輿（孟子の字）が斉の大夫を辞退したのも、親の気持ちを汲んだからであろう」と述べた。張宣子は感嘆して「凡人にはあなたの言葉は理解できないものだ。今後は私の先生となって頂きたい」と言い、自分の娘を劉殷に嫁がせた。
- 劉殷が斉王司馬冏より、大司馬軍諮祭酒に任じられて入朝した時の事、司馬冏は｢先王（司馬攸）は何度も君を招集したが、君は来なかった。今、私は君を呼んだが、なぜ引き受けてくれたのか」と尋ねた。劉殷は「世祖（司馬炎）は大聖をもって天命に応え、先王は高い徳行をもってこれを助けました。これはさながら堯舜が君主であり、稷契（后稷・契）が補佐であったような治世でした。故に私は一介の男が千乗（国家やそれに準ずる勢力）からの呼びかけを拒む事で、現状を変えようとする企みを不可とする事を望んだのです。幸いにも唐虞（堯・舜）の世に遇する事が出来ましたので、刑死の罰など恐れる必要もありませんでした。今、陛下は勇ましさと聡明さを併せ持ち、暴徒（司馬倫）を除いて帝を復位させました。しかしながら殿下の行跡はやや粗く、その厳威によりますます周囲は静まり返っております。私がもしまた以前のように招聘を拒めば、貴族からの罰を受けるやもしれません。それを恐れ、仕官せずにはいられませんでした」と答えた。司馬冏は彼の事を只者ではないと感じ、新興郡太守に転任させた。

## 家族

### 夫人
劉殷の妻の張氏は性格が穏やかであったという。張氏の父である張宣子はもともと荊州の豪族であり、家には多くの財を成していた。その為、彼女が劉殷の下に嫁いだ時、その母は張宣子へ怒って「私の娘はまだ14歳です。容貌・才知に優れておりますが公侯の妃となるのはまだ早いとは思いませんか。なぜこんなに急いで嫁がせようとするのです」と、張宣子を詰った。張宣子は、「それはおまえが考えることではない」と言い、娘へ向けて「劉殷の考は冥神をも感動させるものだ。また、その才識は世を超越しさらに磨きをかけている。きっと、成長を重ねると当世の名公となるであろう。おまえはよく彼の世話をして、支えてやるのだ」と言った。
劉殷へ嫁いだ後、彼女は劉殷の曾祖母である王氏を奉り、孝行を尽くすことで評判となった。劉殷へも父親に接するかのようにその補佐に当たった。王氏が亡くなると、劉殷は大いに嘆き悲しんだ。張氏も彼と同じように悲観し、度が過ぎたため2人揃って体を崩し、命の危機に瀕したという。

### 息子
劉殷には息子が7人いた。彼はそのうち5人の息子にはそれぞれ五経のうちの一経を教え、1人には太史公を教え、1人には『漢書』を教えた。一家の中で7つの科目は大いに興隆し、劉殷の家系は北方地域では最も学問が栄えていたという。

### 娘
劉殷には劉英・劉娥という2人の娘がいた.。共に劉聡の貴嬪となり、その寵愛は国を傾ける要因にもなった。劉聡が政務を顧みなくなると、国事は全て中黄門が上奏して、左貴嬪となった劉英がこれを認可していたという。劉英の死後には劉娥は皇后に立てられた。

## 怪異譚
- 真冬のある日、劉殷の曾祖母である王氏は菫を食べたいと望むも、その事を話さなかった。その後、彼女は10日間あまり食事を満足に取らなくなったので、劉殷は奇妙に思って尋ねると、王氏は本心を打ち明けた。当時9歳であった劉殷は、湖沼に向かうと菫を探し回ったが、この季節菫は成長を終えて既に枯れており見つからなかった。劉殷はひどく嘆いて「私は罪深く、父母の喪に遭う罰を受けた。また、曾祖母が健在にもかかわらず、10日間も孝行をしなかった。私は所詮人の子であり、各地を探し回ったが何も得ることが出来ていない。天地の神が私に同情することを願う」と言った。それから半日あまり泣きわめいていたが、突然「止めなさい。泣くのを止めなさい」と人の声らしきものが聞こえた。劉殷は泣くのを止めてあたりを窺うと、すぐに菫が生えているのが見えた。劉殷はこれを1斛余り摘んでから帰宅し、王氏へ振舞った。その菫は奇妙であり、食べても食べても減る事は無かったが、やがて菫が生える季節になると無くなったという。
- 劉殷はかつて夜に夢を見た。ある人が彼に「西の籬（竹や木などで出来た低く目のあらい垣）には、穀物があるぞ」と言った。目が覚めた後、劉殷はその場所を掘りに行き、15時間かけて大量の穀物を得た。上面には銘文が書かれており、「100石の穀物7年分を、孝子である劉殷に与えましょう」とあった。その時より穀物を食べ始め、7年かけてようやく食べ終わった。当時の人は、神霊と感応できる彼の資質を褒めたたえた。そして、先を争って劉殷へ米や穀物・絹糸を捧げた。劉殷はそれを全て受け取り、礼を述べなかった。ただ、富貴を得た後には必ずこれに報いなくてはならないな、と呟いたという。
- 曾祖母の王氏が亡くなると、その棺は劉殷の家中に置かれたが、ある時西隣の家で失火が起こった。風の勢いが凄まじかったため、火は強まり劉殷の家をも飲み込まんとしており、劉殷と妻の張氏は棺の前で跪いて泣き叫んだ。すると、火は彼らの家を飛び超えて東隣の家へ移り、劉殷たちは無傷であった。さらにこの火事の直後、2羽の白い鳩が家の庭にある樹に巣を築いた。これにより彼ら夫妻の評判はさらに顕著になったという。